# جوسيب رادوشيفيتش
جوسيب رادوشيفيتش (بالكرواتية: Josip Radošević) وهو لاعب كرة قدم كرواتي في مركز الدفاع ولد في يوم 3 أبريل 1994 في مدينة سبليت في كرواتيا ويبلغ طوله 180 سم وسبق أن لعب مع نادي نابولي ومع هايدوك سبليت في كرواتيا ولعب مع منتخب كرواتيا لكرة القدم.

## روابط خارجية
- جوسيب رادوشيفيتش على موقع الاتحاد الدولي (مؤرشف)  (الإنجليزية)
- جوسيب رادوشيفيتش على موقع الاتحاد الأوربي (الإنجليزية)
- جوسيب رادوشيفيتش على موقع اتحاد كرواتيا (الكرواتية)
- جوسيب رادوشيفيتش على موقع قاعدة بيانات كرة القدم.إي يو (الإنجليزية)
- جوسيب رادوشيفيتش على موقع ناشيونال فوتبول تيمز (الإنجليزية)
- جوسيب رادوشيفيتش على موقع Soccerbase.com (لاعب) (الإنجليزية)
- جوسيب رادوشيفيتش على موقع Soccerway.com (الإنجليزية)
- جوسيب رادوشيفيتش على موقع عالم كرة القدم.نت (الإنجليزية)
- جوسيب رادوشيفيتش على موقع AS.com (الإسبانية)